# Ramsey Koeyers
Ramsey Koeyers (Willemstad, 8 juli 1973) is een Curaçaose honkballer.
Koeyers begon als kind op Curaçao met honkballen. Hij verwierf in Amerika een contract bij de Arizona Diamondbacks en kwam voor deze organisatie tot 2003 uit in de Minor League. In 2003 keerde hij terug naar zijn geboorteland en ging spelen voor de Royal Scorpions. Koeyers kwam driemaal uit voor het Nederlands honkbalteam. In 2002 speelde hij mee tijdens de Intercontinental Cup die dat jaar gehouden werd in Cuba. Hierna werd hij niet meer geselecteerd.